# Anabasis (Religion)
|  | Dieser Artikel wurde aufgrund von akuten inhaltlichen oder formalen Mängeln auf der Qualitätssicherungsseite des Portals Christentum eingetragen. Bitte hilf mit, die Mängel dieses Artikels zu beseitigen, und beteilige dich bitte an der Diskussion. |

Anabasis (altgriechisch ἀνάβασις „Hinaufmarsch“) ist im religiös-mystischen Sinne ein spiritueller Aufstieg, zum Beispiel der Seele in den Himmel oder auf eine höhere Bewusstseinsebene.